# Sak Sampov
Sak Sampov es una comuna (khum) del distrito de Dangkao, en la provincia de Nom Pen, Camboya. En marzo de 2008 tenía una población estimada de 2588 habitantes.
Se encuentra ubicada junto a los ríos Mekong y Bassac, al sur del lago Sap (Tonlé Sap).